# Nulla poena sine lege
Nach kontinentaleuropäischem Rechtsverständnis bezeichnet die lateinische Kurzformel nullum crimen, nulla poena sine lege („kein Verbrechen, keine Strafe ohne Gesetz“) das Gesetzlichkeitsprinzip (bzw. den Gesetzlichkeitsgrundsatz) im Strafrecht. Hieraus ergeben sich die Garantiefunktionen des Strafgesetzes im Rechtsstaat. Verbrechen (crimen) ist somit allein das, was der Gesetzgeber zur Straftat erklärt hat. Nur ein formelles Gesetz kann daher die Strafbarkeit einer Handlung begründen. Das Gesetzlichkeitsprinzip ist im Wesentlichen eine Errungenschaft der Epoche der Aufklärung. Es wird im deutschsprachigen Raum insbesondere auf Paul Johann Anselm von Feuerbach zurückgeführt.
Die Langfassung der lateinischen Formel nullum crimen, nulla poena sine lege scripta, praevia, certa et stricta umschreibt die vier Einzelprinzipien des Gesetzlichkeitsprinzips:
- Notwendigkeit zur schriftlichen Fixierung der Strafbarkeit (Verbot strafbegründenden Gewohnheitsrechts, nulla poena sine lege scripta)
- Notwendigkeit der Fixierung vor Begehung der Tat (strafrechtliches Rückwirkungsverbot, nulla poena sine lege praevia)
- Notwendigkeit hinreichender Bestimmtheit des Gesetzes (strafrechtlicher Bestimmtheitsgrundsatz, nulla poena sine lege certa)
- Verbot von Analogie zu Lasten des Täters über den Wortlaut des Gesetzes hinaus (Analogieverbot im Strafrecht, nulla poena sine lege stricta)

Das Gesetzlichkeitsprinzip gehört in einer Vielzahl nationaler Rechtsordnungen zu den verfassungsrechtlich und menschenrechtlich geschützten Justizgrundrechten. Streng angewendet wird das Gesetzlichkeitsprinzip in Rechtsordnungen des kontinentaleuropäischen Rechtskreises, in denen das geltende Recht weitgehend kodifiziert ist. Gewisse Einschränkungen bestehen demgegenüber innerhalb von Rechtsordnungen, in welchen das Fallrecht eine eigenständige Rechtsquelle darstellt, insbesondere in Staaten des Common-Law-Rechtskreises sowie im Völkerstrafrecht.
Das Gesetzlichkeitsprinzip als grundlegende Bestimmung des materiellen Strafrechts ist strikt zu unterscheiden vom strafprozessualen Legalitätsprinzip (Ermittlungspflicht der Strafverfolgungsbehörden), obwohl beide Begriffe im Englischen gleich übersetzt werden (principle of legality).
Von der Regel nulla poena sine lege ausgenommen sind aus heutiger völkerrechtlicher Sicht in Bezug auf nationales Recht Völkerrechtsverbrechen (siehe Nürnberg-Klausel) und in Deutschland Taten, die nur wegen eines „unerträglich ungerechten“ – das heißt Völkerrechtsverbrechen legalisierenden – Gesetzes legal sind (siehe Radbruch'sche Formel).

## Kontinentaleuropäische Rechtstradition

### Ideengeschichte
Erstmals ausdrücklich formuliert wurde das Postulat nulla poena, nullum crimen sine lege (keine Strafe ohne Gesetz, kein Verbrechen ohne Gesetz) von Paul Johann Anselm von Feuerbach in seinem Lehrbuch des gemeinen in Deutschland gültigen peinlichen Rechts aus dem Jahr 1801. Feuerbach griff hierbei auf vorangegangene staats- und rechtstheoretische Überlegungen anderer europäischer Philosophen und Juristen der Aufklärung zurück und führte diese in der lateinischen Kurzformel begrifflich zusammen. Auch existierten bereits (jedenfalls in Ansätzen) dem strafrechtlichen Gesetzlichkeitsprinzip entsprechende Regelungen im positiven Recht, wie etwa in § 1 des Josephinischen Strafgesetzes von 1787 und in Artikel 8 der französischen Erklärung der Menschen- und Bürgerrechte von 1789. Der im Gesetzlichkeitsprinzip für den Bereich des Strafrechts verwirklichte Grundsatz der Gewaltenteilung wurde insbesondere von Montesquieu in seinem zentralen Werke Vom Geist der Gesetze von 1748 entwickelt. Zudem stellt Cesare Beccarias einflussreiches Werk Dei delitti e delle pene von 1764 ein bedeutsames strafrechtstheoretisches Fundament des Gesetzlichkeitsprinzips dar. Sie findet sich allerdings auch bereits fest im Rechtskommentar Jacques Cujas des Codex Iustinianus verankert, wenn er meint: „Nam Magistratus sine lege nullam poenam infligere potest. Poena est a lege.“
Weiterhin finden sich naturrechtliche Begründungen des Gesetzlichkeitsprinzips in der Scholastik und Spanischen Spätscholastik in der Auseinandersetzung über die Voraussetzungen eines strafenden Gewissens. Auf dem Ezechiel-Kommentar Sophronius Eusebius Hieronymus aufbauend, untersuchten z. B. Thomas von Aquin und Francisco Suárez die formalen Bedingungen der Gewissensstrafe. Thomas verortete die Bedingungen in der Synderesis, einem formalen tätigen Bestandteil der menschlichen Seele. Durch ihn ist die Erkenntnis im Verstand formal möglich, wie man der menschlichen Natur gemäß handelt. Die Synderesis beinhaltet daher schon bei patristischen Autoren ein Gesetz, was gebietet, wie man als Mensch handeln muss. Im Einzelfall ist dieses Gesetz inhaltlich bestimmt und zeigt sich für die Scholastiker in einer Tätigkeit des Verstandes, die seit Thomas conscientia genannt wird. Möglicher Inhalt der conscientia ist das Strafen entsprechend dem Inhalt der Synderesis, wenn man nicht der menschlichen Natur entsprechend gehandelt hat. Eine solche Strafe ist z. B. der Wahnsinn, der seit der Antike als Gewissensstrafe angesehen wird. Wie es beispielsweise in der Orestie beschrieben ist. Nach Suárez besteht die Strafe letztlich in der Erkenntnis einer Verpflichtung naturgemäß zu handeln, um ein vergangenes Vergehen ungeschehen zu machen. Weil das Vergehen aber vergangen ist und somit unabänderlich ist, ist man zu Unmöglichen verpflichtet. Die conscientia verpflichtet somit auf der Grundlage der Synderesis – die zur Natur des Menschen gehört – zu einem bestimmten Verhalten; nämlich Unmögliches zu tun. Gewissenhafte Menschen schränkt sie somit derart ein, dass sie ihren eigenen Willen nur noch eingeschränkt bestimmen können. Denn sie können an nichts anderes mehr denken, als der Verpflichtung nachzukommen. Weil somit durch die conscientia eine Einschränkung des Verstandes vorliegt, spricht man von einem Übel, einem malum metaphysicum. Die Einschränkung bezieht sich nämlich auf eine metaphysische Eigenschaft eines Menschen. Das Gesetz nach dem das malum metaphysicum zugefügt wird, ist durch die menschliche Natur selbst gegeben. Daher erfolgt nach scholastischer Sichtweise die Gewissensstrafe aufgrund der Verletzung des Naturrechts.
Der Grundsatz nulla poena sine lege ist als Teilaspekt und Ausfluss des Projekts der Aufklärung und der gesamteuropäischen Strafrechtsformbewegung des 18. und frühen 19. Jahrhunderts zu verstehen. In ihm verwirklichten sich Bestrebungen um eine Rationalisierung des Strafrechts, um eine Differenzierung zwischen Recht und Moral und um die Trennung von legislativer und judikativer Gewalt im Rechtsstaat. Der Grundsatz nulla poena sine lege steht damit im Kontext zu anderen fundamentalen Prinzipien rechtsstaatlichen Straf- und Strafprozessrechts, wie etwa dem Schuldprinzip (nulla poena sine culpa), dem Anspruch auf rechtliches Gehör, dem Zweifelssatz (in dubio pro reo), der Unschuldsvermutung, dem Doppelbestrafungsverbot (ne bis in idem) sowie weiteren Justizgrundrechten.
In der Rechtswissenschaft wird teils versucht, die theoretischen Wurzeln aus dem antiken römischen Recht herzuleiten. Weitgehend unumstritten ist, dass das Gesetzlichkeitsprinzip nach heutigen Verständnis kein Charakteristikum des römischen Rechts war. Einige Autoren wollen aber im Rechtsdenken einzelner bedeutender römischer Intellektueller, wie dem Juristen Ulpian oder dem Gerichtsredner Cicero, bereits Ansätze des Gesetzlichkeitsprinzips erkennen. Wolfgang Schuller, der sich der Thematik in einer Festschrift für Helmut Quaritsch mit einem eigenen Aufsatz angenommen hatte, betont, dass der Rechtssatz der Antike inhaltlich zwar nicht „völlig ungeläufig“ war, dort aber nicht herrührt. Weitere Nachweise mittels Textstellenanalysen bei Cicero und Modestin liefert Margherita Scognamiglio.

### Einzelausprägungen
Das Gesetzlichkeitsprinzip im Strafrecht ist durch die Rechtsprechung und die Rechtswissenschaft schrittweise weiter ausdifferenziert worden und wird heute üblicherweise in vier Einzelprinzipien untergliedert. Zwar bestehen im Detail Unterschiede zwischen den verschiedenen Staaten mit kontinentaleuropäischer Rechtstradition in der konkreten Auslegung und Anwendung des Gesetzlichkeitsprinzips. Die grundlegenden maßgeblichen Prinzipien sind indes identisch und deren Einhaltung wird bei den Unterzeichnerstaaten der Europäischen Menschenrechtskonvention durch die Rechtsprechung des Europäischen Gerichtshofs für Menschenrechte sichergestellt.

#### Gesetzesvorbehalt (nulla poena sine lege scripta)
Nulla poena sine lege unterliegt dem Vorbehalt des Gesetzes. Die Strafbarkeit eines Verhaltens – Tun oder Unterlassen – zu bestimmen, ist allein dem Gesetzgeber zugewiesen, da Straftatbestände schriftlich fixiert sein müssen. Strafbarkeit aufgrund von Gewohnheitsrecht ist folglich verboten, eine positive Regelung gewohnheitsrechtlicher Tatbestände unterliegt exklusiver staatsrechtlicher Kompetenzzuordnung.
In modernen Verfassungen, in denen der Gesetzgeber das Parlament ist, wirkt die Regel zugleich als Parlamentsvorbehalt und hat eine demokratische Funktion, indem sie der Volksvertretung die Macht in der Kriminalpolitik zuweist. In Verfassungen mit konsequent angewandter Gewaltenteilung entzieht die Norm zugleich den Gerichten die Möglichkeit, die Strafbarkeit einer Tat selbst zu bestimmen – deren ausschließliche Aufgabe ist die Anwendung von bereits bestehenden Normen.

#### Bestimmtheitsgebot (nulla poena sine lege certa)
Das Bestimmtheitsgebot beschränkt den Gestaltungsspielraum des Gesetzgebers, indem sie ihm verbietet, Normen zu schaffen, die nicht hinreichend bestimmt sind und die es dem Rechtsanwender überließen, den Umfang der Strafbarkeit zu erweitern, etwa durch Klauseln wie: „oder ähnliche Handlungen“ oder „sonstige Handlungen“.

#### Rückwirkungsverbot (nulla poena sine lege praevia)
Das Rückwirkungsverbot besagt, dass eine Bestrafung nur möglich ist, wenn die dem Täter vorgeworfene Handlung zur Zeit ihrer Ausführung bereits mit Strafe bedroht war.

#### Analogieverbot (nulla poena sine lege stricta)
Der Wortlaut einer Strafnorm bildet die äußerste Grenze der zulässigen Norminterpretation. Das Schließen von Strafbarkeitslücken durch eine Interpretation über die Wortlautgrenze hinaus (Analogie) zu Lasten des Beschuldigten ist den Gerichten verboten. Ein Analogieschluss zugunsten des Beschuldigten ist hingegen zulässig.

### Rechtslage in einzelnen Staaten

#### Deutschland

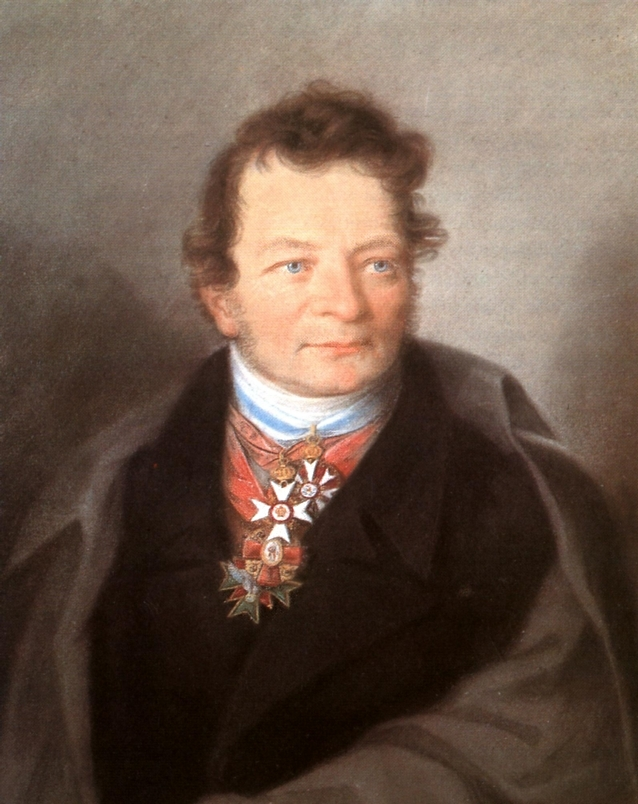
Anselm von Feuerbach, deutscher Rechtswissenschaftler (1775–1833)

In Deutschland gilt Paul Johann Anselm von Feuerbach als derjenige, der das Postulat in seinem Lehrbuch des gemeinen in Deutschland gültigen peinlichen Rechts (Gießen 1801) einführte. Im von Feuerbach entworfenen Bayerischen Strafgesetzbuch von 1813 wurde das Gesetzlichkeitsprinzip für den deutschsprachigen Raum erstmals gesetzlich fixiert. Diese Grundbestimmung wurde vom preußischen Strafgesetzbuch von 1851, sodann vom Strafgesetzbuch für den Norddeutschen Bund von 1870 übernommen und nach der Gründung des Deutschen Reiches schließlich im 1871 geschaffenen Reichsstrafgesetzbuch festgeschrieben.
In der Weimarer Republik wurde der Grundsatz Nulla poena sine lege in Artikel 116 der Weimarer Verfassung verfassungsrechtlich verankert. Es war allerdings umstritten, ob es sich dabei lediglich um ein Verbot der rückwirkenden Strafbegründung oder auch der rückwirkenden Strafschärfung handelte. Zwar intendierte der zuständige Unterausschuss des Verfassungsausschusses klar letzteres, allerdings grenzte er mit der Formulierung „wenn die Strafbarkeit gesetzlich bestimmt war“ Art. 116 WRV durchaus bewusst von der damaligen Fassung des § 2 Abs. 1 StGB ab, in dem das Rückwirkungsverbot einfachgesetzlich bestimmt war und der mit dem Ausdruck „diese Strafe“ eindeutig auch Strafschärfungen ausschloss. Diese Abweichung ließ es plausibel erscheinen, den Wortlaut erst zu nehmen und im Sinne einer restriktiven Auslegung nur die rückwirkende Begründung einer Strafbarkeit als verfassungswidrig anzusehen – nicht hingegen die rückwirkende Schärfung der Rechtsfolgen eines bereits bestehenden Tatbestandes. Bis 1933 blieb dieser Meinungsstreit mangels Anwendungsfälle rein theoretischer Natur, erst dann judizierte das Reichsgericht im Reichstagsbrandprozess über diese Frage und entschied zu Gunsten der restriktiven Auslegung. 
Zur Zeit des Nationalsozialismus wurde mit der Lex van der Lubbe zunächst das umfassende Rückwirkungsverbot des § 2 StGB Abs. 1 a. F. für Einzelfälle aufgehoben (und damit je nach Ansicht im Streit um Art. 116 WRV auch dieser durchbrochen). 1935 folgte die generelle Aufhebung des Gesetzlichkeitsprinzips. Stattdessen wurde in § 2 StGB folgendes kodifiziert: „Bestraft wird, wer eine Tat begeht, die das Gesetz für strafbar erklärt oder die nach dem Grundgedanken eines Strafgesetzes und nach gesundem Volksempfinden Bestrafung verdient. Findet auf die Tat kein bestimmtes Strafgesetz unmittelbar Anwendung, so wird die Tat nach dem Gesetz bestraft, dessen Grundgedanke auf sie am besten zutrifft“. § 2a lautete: „Die Strafbarkeit einer Tat und die Strafe bestimmen sich nach dem Recht, das zur Zeit der Tat gilt. Gilt zur Zeit der Entscheidung ein milderes Gesetz als zur Zeit der Tat, so kann das mildere Gesetz angewandt werden; ist die Tat zur Zeit der Entscheidung nicht mehr mit Strafe bedroht, so kann die Bestrafung unterbleiben. Ein Gesetz, das nur für eine bestimmte Zeit erlassen ist, ist auf die während seiner Geltung begangenen Straftaten auch dann anzuwenden, wenn es außer Kraft getreten ist. Über die Maßregeln der Sicherung und Besserung ist nach dem Gesetz zu entscheiden, das zur Zeit der Entscheidung gilt.“ Einige Strafgesetze wurden allerdings rückwirkend erlassen (vgl. z. B. § 10 des Gesetzes vom 4. September 1941).
Heute ist der Grundsatz Nulla poena sine lege sowohl in § 1 StGB als auch in das Grundgesetz (GG) aufgenommen (Art. 103 Abs. 2 GG). Gegen Verletzungen dieses grundrechtsgleichen Rechts steht nach Art. 94 Abs. 1 Nr. 4a GG die Verfassungsbeschwerde offen. Dadurch soll die Strafrechtsanwendung von vornherein einen rechtsstaatlichen Rahmen bekommen und ein Gefühlsstrafrecht verhindern. Das strafrechtliche Gesetzlichkeitsprinzip ist dabei eine spezielle Ausprägung des Rechtsstaatsprinzips (Art. 20 Abs. 1 und 3 GG).

#### Frankreich

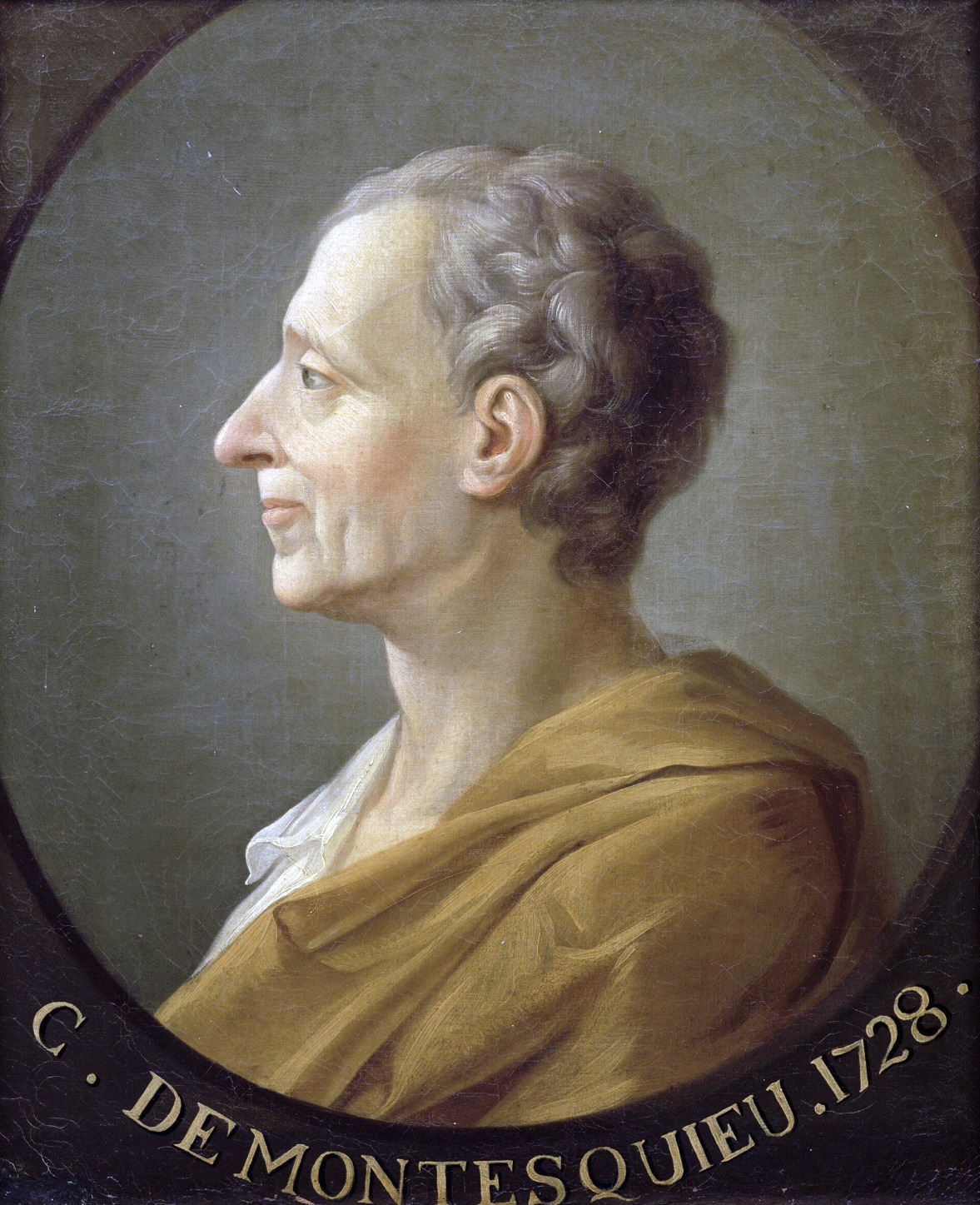
Baron de Montesquieu, französischer Philosoph und Staatstheoretiker (1689–1755)

In Frankreich wird das Gesetzlichkeitsprinzip insbesondere auf die Überlegungen Montesquieus zur Gewaltenteilung zurückgeführt und ist zentraler Bestandteil des französischen Strafrechts.
Gesetzgeberisch hat es erstmal in Artikel 5 und 8 der Erklärung der Menschen- und Bürgerrechte von 1789 Niederschlag gefunden.
Es findet sich in den nachrevolutionären Verfassungen und in Artikel 4 des französischen Strafgesetzbuches von 1810.
Im heute gültigen französischen Strafgesetzbuch von 1992 findet es sich im ersten Kapitel (Art. 111-2, 111-3).

#### Italien

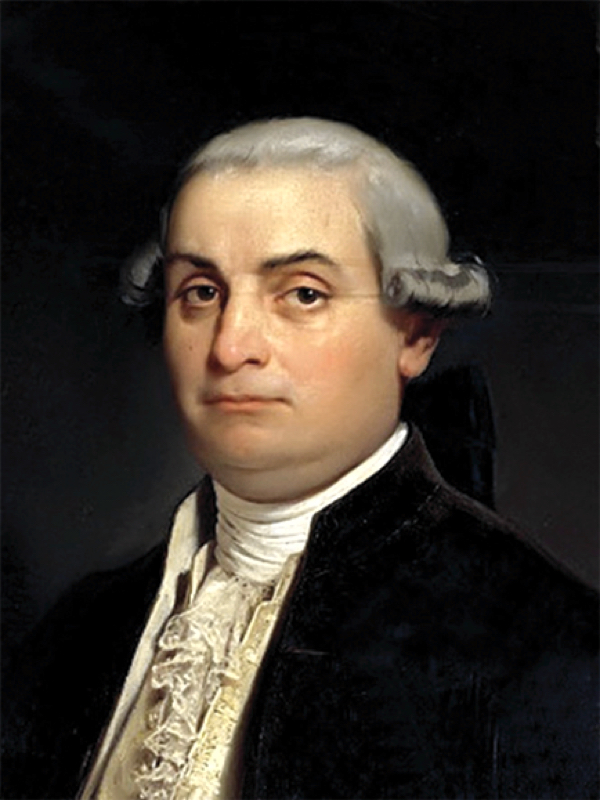
Cesare Beccaria, italienischer Rechtsphilosoph und Strafrechtsreformer (1738–1794)

Zurückgehend auf die Überlegungen Beccarias hat das Gesetzlichkeitsprinzip in Italien im 19. Jahrhundert Eingang in die Gesetzgebung gefunden. Ausdrücklich geregelt war das Gesetzlichkeitsprinzip im Strafgesetzbuch des Königreichs beider Sizilien von 1819, in den Strafgesetzbüchern für die sardischen Staaten von 1839 bzw. 1859, sowie im toskanischen Strafgesetzbuch von 1853. Nach der Einigung Italiens wurde das Gesetzlichkeitsprinzip in Artikel 1 des Codice Zardanelli von 1889 verankert. Diese Bestimmung ist nahezu wortgleich in das heute geltende Italienische Strafgesetzbuch (Codice Rocco) von 1930 übernommen worden. Seit 1948 hat das Gesetzlichkeitsprinzip im italienischen Strafrecht Verfassungsrang (Artikel 25 der Verfassung Italiens).

#### Österreich
In Österreich wird der Grundsatz „keine Strafe ohne Gesetz“ im § 1 des Strafgesetzbuchs geregelt. Durch Unterzeichnung der Europäischen Menschenrechtskonvention im Jahre 1958 ist Österreich völkerrechtlich, spätestens durch BGBl. Nr. 59/1964 auch verfassungsrechtlich an diesen Grundsatz (Art. 7 EMRK) gebunden.
Davor war das Prinzip nur einfachgesetzlich im Artikel IV des StG (der Vorgänger des StGB) festgeschrieben und konnte daher dadurch übergangen werden, dass eine neu geschaffene Strafnorm ihre Anwendung auch auf Taten in der Vergangenheit vorsah, da diese Rückwirkungsbestimmung den Grundsatz „keine Strafe ohne Gesetz“ als lex specialis verdrängen würde. So sah etwa die Strafgesetznovelle 1931, mit der ins StG ein neuer § 205c (Untreue) eingefügt wurde, in Artikel III ausdrücklich ihre rückwirkende Geltung vor: „Dieses Gesetz tritt am 15. Dezember 1931 in Kraft. Seine Bestimmungen sind auch auf Handlungen anzuwenden, die vor diesem Tage begangen worden sind, wenn nicht seither die Verjährungszeit abgelaufen ist.“
Wilhelm Malaniuk begründete nach 1945 die Zulässigkeit der Nichtanwendung des Rückwirkungsverbotes bei Kriegsverbrechergesetz und Verbotsgesetz für Verbrechen des NS-Regimes: „Denn dabei handelt es sich um strafbare Handlungen, welche die Gesetze der Menschlichkeit so gröblich verletzen, dass solchen Rechtsbrechern kein Anspruch auf die Garantiefunktion des Tatbestandes zukommt. Die Verbrechen des nationalsozialistischen Regimes stellen weiters Verletzungen von Verträgen und des Völkerrechtes dar“.

#### Polen
Das Gesetzlichkeitsprinzip war in den polnischen Strafgesetzen von 1932 und 1969 enthalten.
Heute ist es in Artikel 42 Abs. 1 S. 1 der polnischen Verfassung von 1997 und in Artikel 1 § 1 des polnischen Strafgesetzbuches kodifiziert.

#### Spanien
In sämtlichen spanische Verfassungen des 19. Jahrhunderts sind Elemente des Gesetzlichkeitsprinzips zu finden. In der heutigen spanischen Verfassung ist das Gesetzlichkeitsprinzip in Artikel 8 und Artikel 25 niedergelegt.
Das heute gültige spanischen Strafgesetzbuch (Código Penal) schreibt das Gesetzlichkeitsprinzip in Artikel 1,2 und 4 fest.

#### Türkei
In der Verfassung der Republik Türkei findet sich der Grundsatz Nulla poena sine lege in Artikel 38, Absatz 1: 

„Niemand darf wegen einer Straftat bestraft werden, die nicht aufgrund eines im Zeitpunkt der Begehung in Kraft befindlichen Gesetzes als solche gegolten hat; niemand darf eine härtere Strafe erhalten als diejenige, welche durch das im Zeitpunkt der Begehung der Straftat bestehende Gesetz für diese Straftat bestimmt wurde.“

## Anglo-amerikanische Rechtstradition
Während in Staaten mit kontinentaleuropäischer Rechtstradition die vom Gesetzgeber verabschiedeten formellen Gesetze die maßgeblichen Rechtsquellen darstellen, bilden im anglo-amerikanischen Rechtskreis Präzedenzfälle die primäre Rechtsquelle. Hieraus ergeben sich grundlegende Unterschiede bei der Ausgestaltung des Nulla-poena-sine-lege-Grundsatzes. Dieser ist zwar auch Bestandteil der anglo-amerikanischen Rechtsordnung, inhaltlich aber in vielen Bereichen grundlegend anders ausgeprägt. Das US-amerikanische Strafrecht etwa kennt ein Verbot rückwirkender Bestrafung („ex post facto prohibition“) sowie eine dem Bestimmtheitsgrundsatz in Ansätzen ähnelnde sog. „vagueness prohibition“. Die Ausformulierung von Straftatbeständen in formellen Gesetzen durch den Gesetzgeber ist hingegen nicht erforderlich. Ein Analogieverbot besteht ebenso wenig, vielmehr stellt die Analogie eine übliche Methodik der Rechtsfindung im Strafrecht dar.

## Völkerrecht
Der Grundsatz nulla poena sine lege ist in einer Vielzahl völkerrechtlicher Verträge niedergelegt, etwa in Artikel 7 der Europäischen Menschenrechtskonvention, in Artikel 9 der Amerikanischen Menschenrechtskonvention und in Artikel 15 des Internationalen Paktes über bürgerliche und politische Rechte. Zu beachten ist dabei, dass Rechtsquelle des Völkerrechts nicht allein das (kodifizierte) Völkervertragsrecht ist, sondern das (nicht kodifizierte) Völkergewohnheitsrecht und die (ebenfalls nicht kodifizierten) allgemeinen Rechtsgrundsätze ebenfalls fester Bestandteil des Völkerrechts sind (vgl. Art. 38 I lit a, b, c des Statuts des Internationalen Gerichtshofes). Zum gesicherten Bestand des Völkergewohnheitsrechts gehören insbesondere die Kernverbrechen des Völkerstrafrechts (Völkermord, Verbrechen gegen die Menschlichkeit, Kriegsverbrechen sowie – zumindest im Grundsatz – das Verbrechen der Aggression).
Einer Verurteilung wegen der Begehung eines Völkerrechtsverbrechens steht der nulla poena sine lege-Grundsatz daher auch dann nicht entgegen, wenn das jeweilige nationale Strafrecht entsprechende Taten nicht explizit unter Strafe stellt. In den einschlägigen menschenrechtlichen Abkommen wird dies durch die sog. Nürnberg-Klausel klargestellt (z. B. Art. 7 Absatz 2 EMRK: „Dieser Artikel schließt nicht aus, daß jemand wegen einer Handlung oder Unterlassung verurteilt oder bestraft wird, die zur Zeit ihrer Begehung nach den von den zivilisierten Völkern anerkannten allgemeinen Rechtsgrundsätzen strafbar war.“)
Die deutsche Rechtsprechung ist durch Anwendung der Radbruch'schen Formel im Ergebnis zu ähnlichen Ergebnissen gelangt: Laut Bundesverfassungsgericht findet das Rückwirkungsverbot keine Anwendung für Taten, die nur wegen eines „unerträglich ungerechten“ Gesetzes legal sind. Gesetze, die Völkerrechtsbruch legalisieren, gelten dabei als „unerträglich ungerechte“ Gesetze.
Rechtshistorisch umstritten ist, inwiefern die Verurteilungen wegen der Führung eines Angriffskrieges im Nürnberger Prozess gegen die Hauptkriegsverbrecher gegen das Verbot rückwirkender Bestrafung verstoßen hat. Bei den Tokioter Prozessen plädierte so der indische Vertreter Radhabinod Pal u. a. aufgrund des „nulla poena sine lege“-Grundsatzes für Freispruch der Angeklagten. Das heute geltende Völkerstrafrecht ist demgegenüber kaum noch Bedenken im Hinblick auf den „nulla poena sine lege“-Grundsatz (im kontinentaleuropäisch strengen Sinne) ausgesetzt, da es mit der Schaffung des Römischen Statuts des internationalen Strafgerichtshofs nunmehr weitgehend kodifiziert ist. Im Statut selbst ist der nullum crimen, nulla poena sine lege – Grundsatz in Artikel 22, 23 verankert.

## Weitere Rechtsgebiete
Der Grundsatz ist inzwischen auf andere Rechtsgebiete ausgeweitet und weitgehend anerkannt, so etwa im Steuerrecht: nullum tributum sine lege.